# Тертивери (Фођа)
Тертивери (итал. Tertiveri) је насеље у Италији у округу Фођа, региону Апулија.
Према процени из 2011. у насељу је живело 26 становника. Насеље се налази на надморској висини од 357 м.